# Раоничка буна
Раоничка буна била је организовани аграрни покрет у западним крајевима Старе Србије који је трајао од јесен 1903. до 1905. године, против турске власти, након објављивања наредбе о увођењу новог пореза на стоку, који се до тада плаћао само на ситну стоку, а не на говеда и коње. Како су сељаци једино кириџилуком могли да зараде нешто новца, увођењем пореза и на коње, сва кириџијска зарада одлазила је за порез на коње.
Захваљујући упорности побуњеника и залагању српске дипломатије, за побуњене сељаке ангажовањем руске, италијанске и француске дипломатије, султан је донео одлуку о укидању новоуведеног пореза и приреза у пљеваљском санџаку 1905. године.

## Порекло назива буне
Како буна против турске власти 1903, у Пљеваљском санџаку није добијена оружјем већ организованом акциијом око осам стотина сељака из свих околних села Нове Вароши који су раоницима затрпали турски суд — добила назив Раоничка буна.

## Историја
У јесен 1903. год. турске власти су објавиле наредбу о увођењу новог пореза на стоку у западним крајевима Старе Србије. Како су сељаци одбијали да плаћају овај порез у Пљевљима 24. јануара 1904. године Сулејман Хаки паша, по повратку из Цариграда, сазвао је састанак виђенијих ага, бегова, трговаца, свештеника и учитеља на договор да се организује масовно прикупљање пореза.
Сељаци који упорно одбијају да плаћају порез на стоку, све више се наоружају и одлазе у планине и тамо формирали логоре. У пљеваљском крају на буну су устала села : Рабитље, Грево, Пљевљско поље, Калушићи Шумане, Зекавице, Жидовићи, Потркуша, Оћевина, Лађана, Какмужи, Вишњица, Захум, Трнавице, Мељак, Глисница, Брвеница, Бушње, Крће, Бољанићи, Потковач, Југово, Отиловићи, Рудница и Обарде. 
Побуна која је масовније захватила прибојски, пријепољски и пљеваљски крај, имала је и своје кординаторе побуне — Нинка Колџић и учитеља Јакова Војиновић, који су прелазили у Србију и позивали сељаке на буну. Организовање отпора су спроводили бивши учесници из устанака против турака 1875, 1882. године. Као вође побуњених сељака истицали су се Гаран Пуповић и Ђурица Божовић из Бобова, Лазар Кнежевић из Вашкова и Грујица Ћузовић из Отиловића. 
Побуњени сељаци су повремено одржавали зборове по селима и позивали сељаке на буну. А почиње и натезање између турске власти и сељака, уз претњу војском. Турске власти у склопу репресивних мера ухапсиле су 15 сељака из Жидовића, Калушића и Пљеваљског поља, а у Отиловићима убили два и ранили једног сељака. 

### Привремено смањење пореза
На покладе, 13. марта 1905. године на месним гробљима, по свим селима Пљеваљског санџака сељаци су одржали протестне скупове. Тога дана су на гробљима нововарошких села сељаци постигли договор да сутрадан, на чисти понедељак, предају раонике у турски суд у Новој Вароши и на тај начин покушају да покажу да отказују плаћање пореза на стоку. Сутрадан, 14. марта 1905. године, сељаци су то и учинили. Око осам стотина сељака из свих околних села спустило се у Нову Варош и раоницима затрпало турски суд.
Овај чин побуњеника има је привремени учинак, али не на укидање пореза већ само на његово смањење.

### Нове побуне и укидање пореза
Уследиле су нове побуне. Како наводи В. Шалипуровић буна је имала повољан резултат за сељаке:
Захваљујући залагању српске дипломатије, која је за побуњене сељаке ангажовала руску, италијанску и француску дипломатију, султан је донео одлуку о укидању новоуведеног пореза и приреза у пљеваљском санџаку.
 Ова одлука је примијењена прво у пљеваљском крају, па затим на Пријепољски крај и остале побуњене крајеве под турском влашћу.